# メキシコシティ
メキシコシティ（西: Ciudad de México スペイン語発音: [sjuˈða(ð) ðe ˈmexiko] ( 音声ファイル)、英語: Mexico City）は、メキシコ合衆国の首都。同国を構成する32州の一つ。北アメリカ屈指の世界都市。
なお、国名と同一名称のため「市」に相当する単語を付けて呼ばれるのが通例となっており、メキシコの公用語であるスペイン語では「シウダー・デ・メヒコ」(Ciudad de México) と発音される。日本では、主に用いられる英語名の他にメキシコ市と呼ばれる場合もある。

## 概要
メキシコ最大の都市であり、2016年の近郊を含む都市圏人口は2,023万人であり、世界第12位である。メキシコのみならずラテンアメリカの経済の中心地の一つであり、2014年の都市圏GDPは3,837億ドルである。これはラテンアメリカではサンパウロ（ブラジル）に次ぐ第2位であり、世界では第18位に位置する。
日本の森記念財団都市戦略研究所が2016年に発表した「世界の都市総合力ランキング」では、世界37位と評価されており、ラテンアメリカでは首位である。また、アメリカのシンクタンクが2016年に発表した世界都市ランキングにおいて、世界39位と評価されており、ラテンアメリカではブエノスアイレス（アルゼンチン首都）、サンパウロに次ぐ3位である。
かつて行政上の正式名称は連邦区（Distrito Federal、D.F.）だったが、2016年にメキシコシティ（Ciudad de México）に変更され、独立した州となった。
アステカ王国のかつての首都テノチティトランでもあった。

## 地理

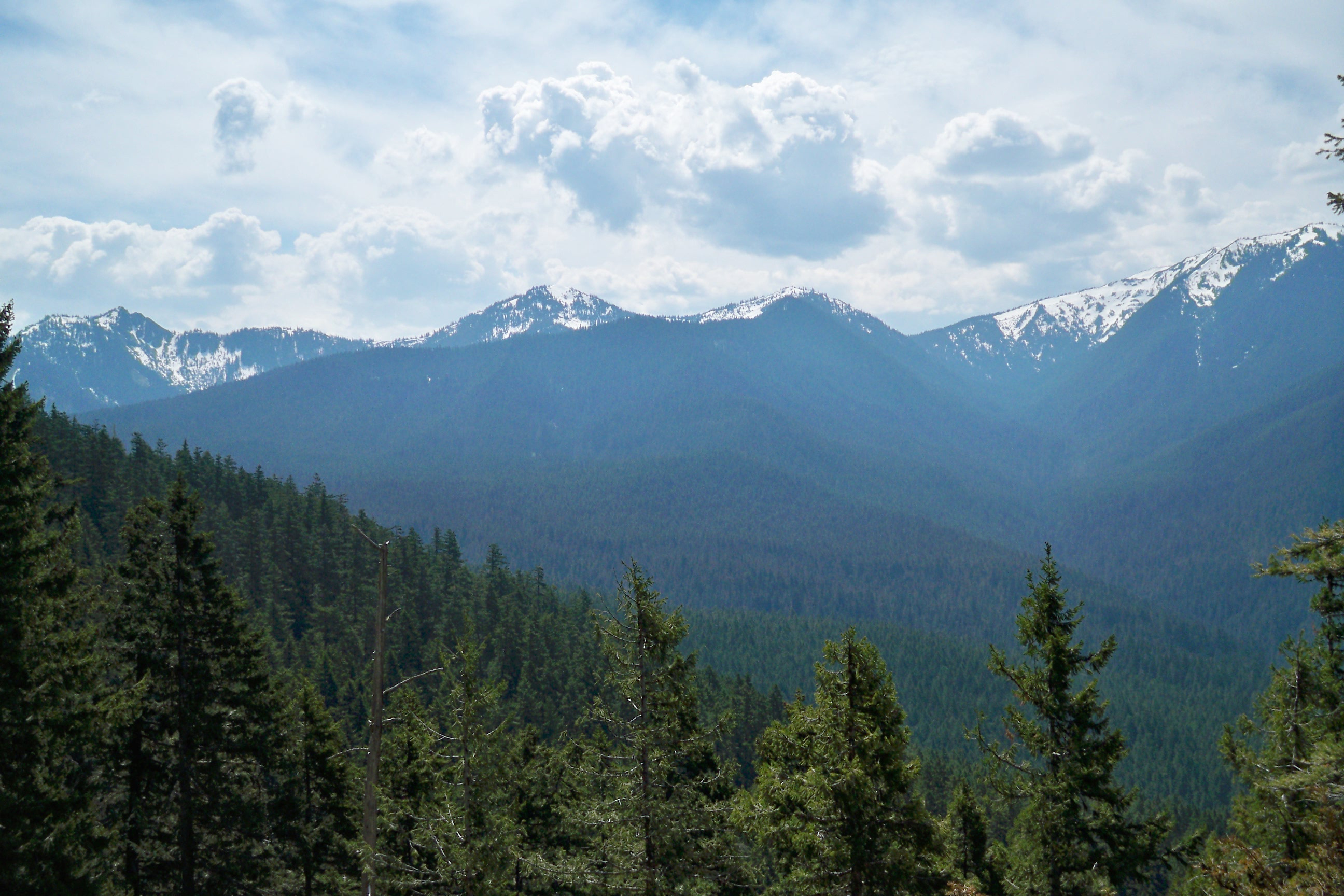
アフスコ山

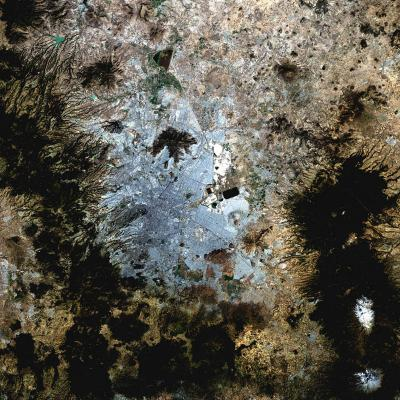
メキシコシティの衛星写真

### 地形
地形としては四方を山に囲まれた盆地である。北にはグアダルーペ山地、西から南にかけてはアフスコ山やトラロック山といった山々が広がる。かつては市域のかなりをテスココ湖が占めていたが、17世紀以降に干拓が進められ、1900年にはテキスアク・トンネルによる排水路が建設されて湖は東部の一部に残るのみとなった。そのほかに、南部のソチミルコにはアステカ時代から続く水路などが残っている。しかし、干拓と排水によって陸地化した地域は地盤が弱く、ベジャス・アルテス宮殿やソカロ広場近くの一部の古い建物のように建物自体が沈下しつつある例もある。またこの軟弱な地盤は、1985年メキシコ地震の時に液状化現象を起こし、多くの建物が倒壊する原因となった。

### 気候
ハワイより南にあり緯度帯は熱帯だが、標高2240mの高原に位置しているため夏の暑さは穏やかである。ただし高地のため一日の気温の変化はやや大きい。5月から10月の雨季と11月から4月にかけての乾季に分かれ、降雨は雨季に集中している。北半球にあるため12月から2月は冬となり、日中の最高気温に変化は無いものの最低気温はやや低くなる。市域の北部から中心部にかけては年600mmから800mm程度の降水量であるが、南部の山岳地帯では年間降水量は1500mmを超える。
| メキシコシティの気候                                           | メキシコシティの気候 | メキシコシティの気候 | メキシコシティの気候 | メキシコシティの気候 | メキシコシティの気候 | メキシコシティの気候 | メキシコシティの気候 | メキシコシティの気候 | メキシコシティの気候 | メキシコシティの気候 | メキシコシティの気候 | メキシコシティの気候 | メキシコシティの気候 |
| 月                                                             | 1月                  | 2月                  | 3月                  | 4月                  | 5月                  | 6月                  | 7月                  | 8月                  | 9月                  | 10月                 | 11月                 | 12月                 | 年                   |
| -------------------------------------------------------------- | -------------------- | -------------------- | -------------------- | -------------------- | -------------------- | -------------------- | -------------------- | -------------------- | -------------------- | -------------------- | -------------------- | -------------------- | -------------------- |
| 平均最高気温 °C （°F）                                         | 21.2 (70.2)          | 22.9 (73.2)          | 25.7 (78.3)          | 26.6 (79.9)          | 26.5 (79.7)          | 24.6 (76.3)          | 23.0 (73.4)          | 23.3 (73.9)          | 22.3 (72.1)          | 22.2 (72)            | 21.8 (71.2)          | 20.8 (69.4)          | 23.4 (74.1)          |
| 平均最低気温 °C （°F）                                         | 5.8 (42.4)           | 7.1 (44.8)           | 9.2 (48.6)           | 10.8 (51.4)          | 11.7 (53.1)          | 12.2 (54)            | 11.5 (52.7)          | 11.6 (52.9)          | 11.5 (52.7)          | 9.8 (49.6)           | 7.9 (46.2)           | 6.6 (43.9)           | 9.6 (49.3)           |
| 雨量 mm （inch）                                               | 11.0 (0.433)         | 4.3 (0.169)          | 10.1 (0.398)         | 25.9 (1.02)          | 56.0 (2.205)         | 134.8 (5.307)        | 175.1 (6.894)        | 169.2 (6.661)        | 144.8 (5.701)        | 66.9 (2.634)         | 12.1 (0.476)         | 6.0 (0.236)          | 816.2 (32.134)       |
| 平均降雨日数                                                   | 2.3                  | 2.1                  | 3.1                  | 7.9                  | 12.7                 | 17.7                 | 23.4                 | 22.8                 | 18.9                 | 9.5                  | 4.4                  | 2.6                  | 127.4                |
| % 湿度                                                         | 51                   | 47                   | 41                   | 43                   | 51                   | 63                   | 69                   | 69                   | 70                   | 64                   | 57                   | 54                   | 56                   |
| 平均月間日照時間                                               | 240                  | 234                  | 268                  | 232                  | 225                  | 183                  | 176                  | 176                  | 157                  | 194                  | 232                  | 236                  | 2,555                |
| 出典1：World Meteorological Organisation (UN) (30 yr record)   |                      |                      |                      |                      |                      |                      |                      |                      |                      |                      |                      |                      |                      |
| 出典2：Servicio Meteorológico Nacional (sun, RH for 1981–2000) |                      |                      |                      |                      |                      |                      |                      |                      |                      |                      |                      |                      |                      |

### 街並み
市の中心は中央広場であるソカロ広場から、その西にある繁華街ソナ・ロサにかけての地区である。ソカロ広場とその周辺はアステカの都テノチティトランと同じ位置であり、テノチティトランを破壊してその上に建設された、建設当時の「メキシコシティ」に当たる地区である。国立宮殿やメキシコシティ・メトロポリタン大聖堂（カテドラル）などスペイン統治時代から続く歴史ある建物も多い。また、テノチティトラン時代のアステカ帝国の神殿跡であるテンプロ・マヨール遺跡もこの地区にある。
市の東部はかつてテスココ湖が広がっていたが、現在ではそのほとんどが埋め立てられ一部を残すのみとなり、その跡地には住宅街が広がるようになった。東部にはメキシコ・シティ国際空港があり、また低所得者の多く住むネサワルコヨトル市に接する。
中心部を東西に伸びるレフォルマ通りは、フランス第二帝政がメキシコ出兵で即位させた皇帝マクシミリアンがフランスの首都パリのシャンゼリゼ通りをモデルに作らせた通りで、高層ビルの立ち並ぶメインストリートとなっている。レフォルマ通りの南に広がるソナ・ロサはメキシコシティ一の繁華街であり、一流ブランドの店が立ち並ぶ。ソナ・ロサの西にはポルフィリオ・ディアス時代に建設された独立記念塔が立ち、さらにその西には小高い丘に作られたチャプルテペック公園が広がる。チャプルテペック公園内にはメソアメリカ文明の遺産を集めたメキシコ国立人類学博物館や、チャプルテペク城などがある。また、この一帯は中所得者層の住宅地区となっている。
南西部から南部にかけては高級住宅街となっており、またメキシコ国立自治大学のある文教地区でもある。南部のソチミルコはアステカ時代から残る水路の広がる水郷となっており、観光用のボートが水路を巡り、多くの観光客が訪れる。この地区は世界遺産にも登録されている。
西部は近年都市開発が進み、ビジネス・住宅地区となっている。西部のサンタ・フェ地区は1985年のメキシコ大地震後に新たに開発が進められたエリアで、高層ビルや超現代的な建築が立ち並び、新たなビジネスの中心となっている。
北部は工業地帯であり、住宅としては低所得者層用が多い。レフォルマ通り沿いにあるトラテロルコ地区はかつてアステカの商業都市であり、現在もその遺跡が残っている。そのそばにスペイン植民地時代の建築が広がり、さらに近年近代的なアパート群が建設されたことから、この地区の中心の広場は三つの文化を眺められる場所として三文化広場と名づけられている。この広場は1968年、学生デモに政府軍が発砲し多数の死者を出したトラテロルコ事件の舞台としても知られる。そのさらに北にあるテペヤックの丘には、グアダルーペ寺院が建っている。ここは1531年12月9日にグアダルーペの聖母 (メキシコ)の起きた場所であり、現在でも多くの参拝者が訪れる。

## 歴史

### テノチティトラン

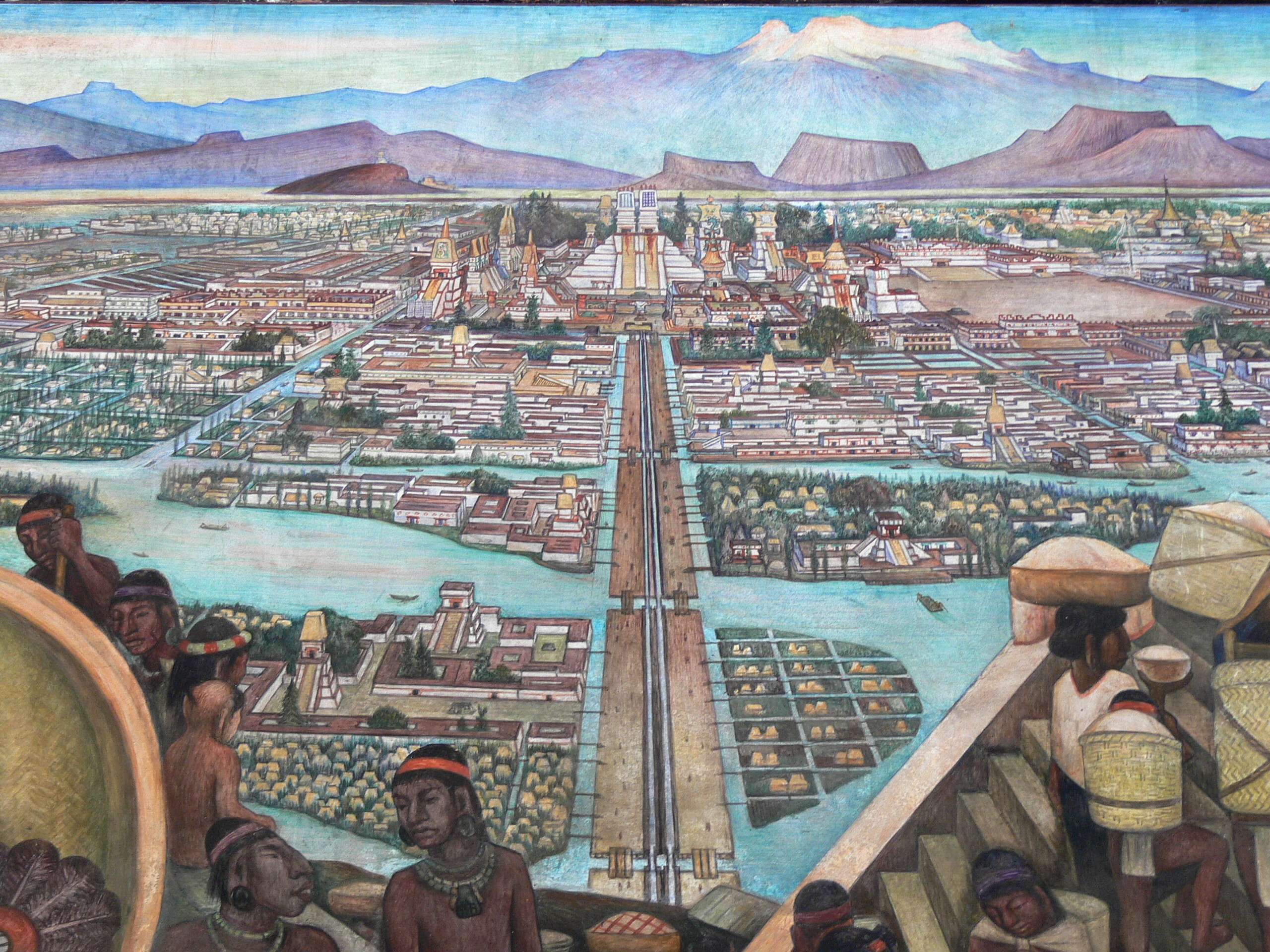
テノチティトラン、ディエゴ・リベラ画

メキシコシティの原型は、アステカ王国の首都であったテノチティトランである。アステカ人がやって来るまで、現在のメキシコシティはテスココ湖が広がるのみであった。13世紀末にメキシコ盆地にやってきたアステカ人は、ウィツィロポチトリの神託に従い、テスココ湖の湖上で干拓を行い、1325年に島を作り上げるとそこに都を築いた。アステカ帝国の拡大に伴いテノチティトランも巨大になり、最盛期には人口は20万人から30万人を数えた。都市から対岸には何本かの土手道が築かれ、中央部にはピラミッドの築かれた壮麗な都市となった。テスココ湖は塩分を含んでいたが、南東部のコヨアカンには湧水があったため南東部は汽水域となっていた。そこで南北の土手道で湖水を遮断することで東部を淡水域化し、テノチティトラン周辺の農業用水とした。また、飲料水は西部のチャプルテペクの丘より石造りの水道橋で供給された。15世紀以降、テスココ湖やその周辺では沼地の表面の厚い水草層を切り取り、敷物のように積み重ねてつくった浮島の上に湖底の泥を盛り上げて作ったチナンパと呼ばれる農地が多く作られた。この農法は肥沃な泥と豊富な水が得られることから非常に収量が高く、アステカの国力を支える重要な要素となった。

### スペイン領時代

1628年のメキシコシティ

1519年にスペイン人のエルナン・コルテス (Hernán Cortés) のメキシコ征服によりテノチティトランは破壊され、その上に現在のヨーロッパ（スペイン）風の都市としてメキシコシティが築かれた。16世紀にはテスココ湖の干拓が行われ、湖はメキシコシティの東部にのみ残ることとなった。1535年にはヌエバ・エスパーニャ副王領が創設されてメキシコシティはその首都となり、北アメリカ大陸南部からカリブ海にかけてを管轄することとなった。この時代にはソカロ広場を中心として現在のメキシコシティの中心部が形成された。1551年9月21日には現在のメキシコ国立自治大学の前身である王立メキシコ大学が新大陸で2番目に古い大学として創設された。スペインの植民地時代を通じてメキシコシティは成長を続け、18世紀には人口は10万人に達した。

### 独立後
メキシコ独立革命中の1821年、アグスティン・デ・イトゥルビデの軍がメキシコシティに入城し、メキシコは独立した。同時にメキシコシティは新生メキシコ合衆国の首都となった。しかしメキシコは外国の干渉を度々受け、また数々の内戦でもメキシコシティは占領された。1847年には米墨戦争で敗北してアメリカ軍に占領された。1863年6月にはフランスのメキシコ出兵によって再び占領されたものの、フェルディナント・ヨーゼフ・マクシミリアン大公の政府はメキシコを掌握することができず、1867年にはベニート・フアレス率いる共和派が再びメキシコシティを回復した。

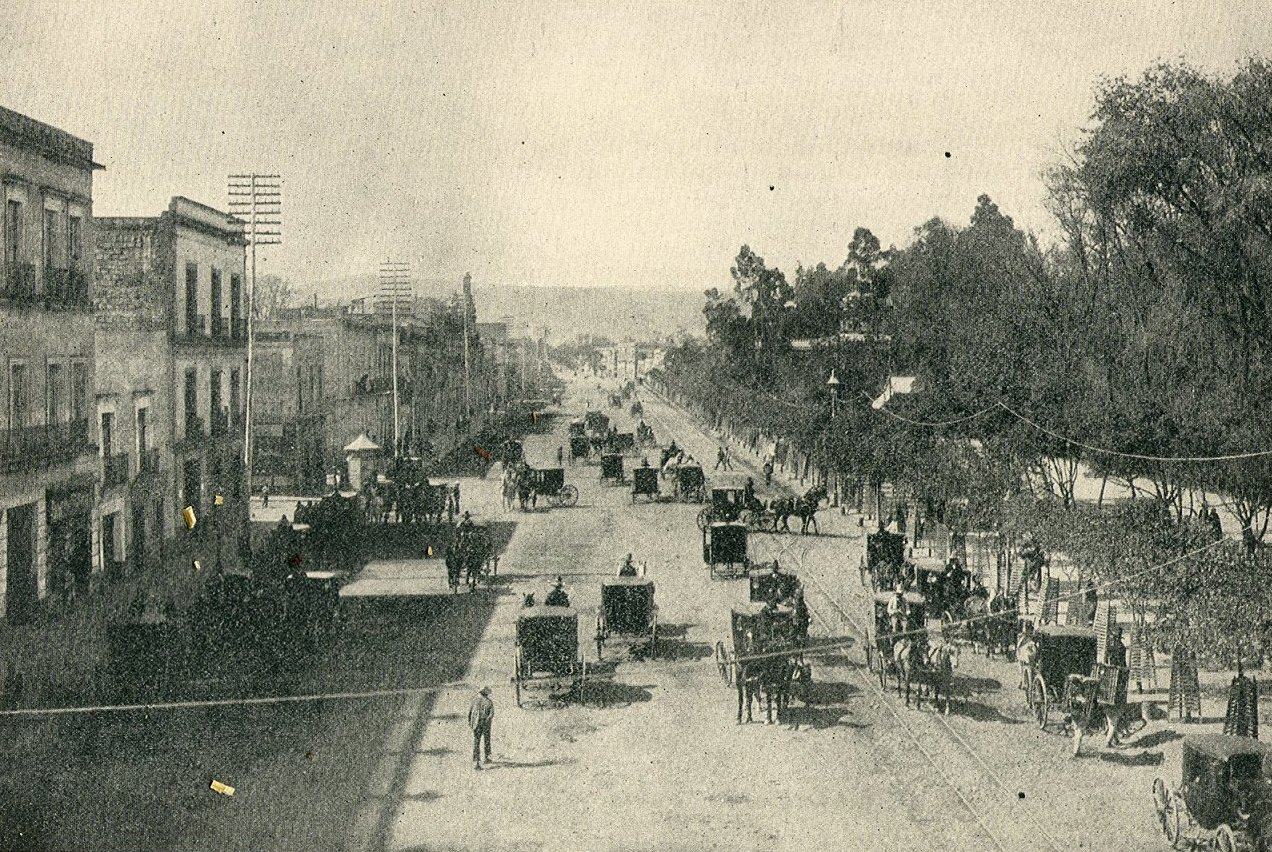
1890年頃

1873年にはメキシコ初の鉄道がメキシコシティとベラクルスの間に開通し、1876年にポルフィリオ・ディアスが大統領に就任すると、メキシコシティは彼の進める近代化政策のもと多くの工場が建設され、近代化が進んだ。この頃のメキシコシティはヨーロッパ諸国、特にフランスの芸術や様式、習慣などを真似る風潮が生まれ、オペラハウスなども建設されていった。ベジャス・アルテス宮殿（メキシコ国立芸術院）の建設計画が立てられたのもこの頃である。
しかしディアスの独裁的な政治に対する反発が広がり、1911年にはメキシコ革命が勃発してフランシスコ・マデーロがディアスを追放して新政権を樹立する。しかしマデーロ政権は安定せず、1913年にはビクトリアーノ・ウエルタがメキシコシティでクーデターを起こして政権を奪取した。しかしこの政権には地方の諸勢力が一斉に反発し、ウエルタ大統領を打倒するためそれぞれメキシコシティをめざした。1914年にはまずベヌスティアーノ・カランサとアルバロ・オブレゴンの軍が、次いでエミリアーノ・サパタとパンチョ・ビリャ軍が相次いで進駐したが、最終的にはカランサ・オブレゴン連合が首都を奪回した。
1920年代、政情が落ち着きを見せ始めると、文部大臣だったホセ・バスコンセロスが公共建築の壁面を若い芸術家に開放し、民族の伝統や革命を大壁画に残す運動が盛んになった（メキシコ壁画運動）。この運動の中心となったディエゴ・リベラ、ダビッド・アルファロ・シケイロス、ホセ・クレメンテ・オロスコなどの壁画は現在でもメキシコシティで見ることができる。
その後は政情の安定に伴い経済成長が続き、第二次世界大戦後も続いたメキシコの経済成長を受けてメキシコのみならず中南米を代表する大都市として発展を続け、特に1950年代に入ってからは上下水道や外環状道路の完成、高層ビルの建設などが進められた。1954年には南部にメキシコ国立自治大学のメインキャンパスである大学都市が建設されたが、これは芸術的にも高く評価され、2007年には世界遺産に登録されている。1968年にはメキシコシティーオリンピックが開催され、これにあわせてメキシコシティ地下鉄の整備などが進められた。さらに1970年にはFIFAワールドカップが開催された。

### 現在
1985年9月19日にマグニチュードM8.1のメキシコ地震が発生した。震央からメキシコシティは約400km程離れていたが、大地震特有の長周期地震動が襲い、250以上の高層ビル、高層住宅、ホテル、病院などを倒壊させ、地下鉄の一部も崩壊し、政府の発表では7000人以上が死亡した（2万人以上の死者が出たとの統計もある）。メキシコシティの市域の大半が元々は湖畔の盆地であり軟弱な地盤だったため、震央から約400km程離れているのにもかかわらず被害が拡大した。
しかし急速に復興を遂げて翌年の1986年には予定通りに2度目のFIFAワールドカップが開催された。現在は都市圏が世界第2位の人口を持つ、ラテンアメリカを代表する世界都市に成長した。

## 政治

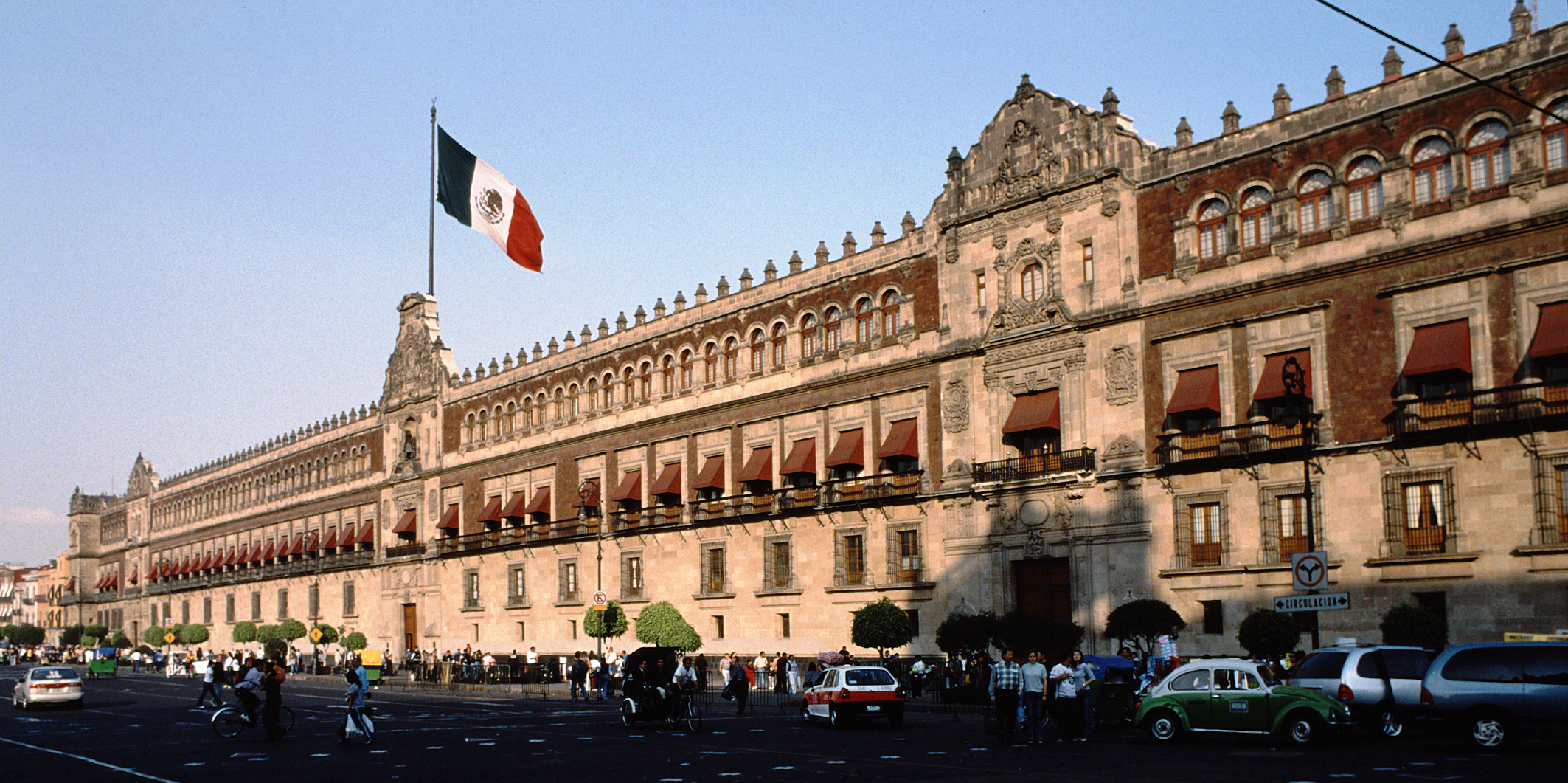
国立宮殿

### 行政
面積は1479平方キロメートル。周囲は、西北東の3方をメヒコ州に囲まれ、南にモレロス州と隣接する。
1824年に、当時のメキシコシティと周辺の自治体を範囲として連邦区が誕生した。1928年には連邦区内にあった自治体を廃止し連邦政府による一体的な統治を実現した。連邦区は州に属さない独立した連邦直轄地であった。かつて連邦区の行政の長は大統領によって任命され、議会も存在しなかったが、1987年の憲法改正で議会が成立し、1996年の選挙法改正で行政の長が選挙によって選ばれるようになった。連邦区行政の長と地方議会の連邦区立法議会（Asamblea Legislativa de la Ciudad de México）が設置され、二元代表制がとられた。
初めて市民による選挙が実現した1997年の選挙においては、左翼野党である民主革命党のクワウテモク・カルデナスが当選。以後、2000年の選挙ではアンドレス・マヌエル・ロペス・オブラドール、2006年の選挙においてはマルセロ・エブラルといった民主革命党候補が連続して当選し、民主革命党の牙城となっている。民主革命党の市政は社会保障や大気汚染対策を中心とする環境政策、同性婚の合法化や離婚手続きの簡略化など革新的な政策が目立つ。2018年の選挙では新興政党の国民再生運動（MORENA）から出馬したクラウディア・シェインバウムが当選した。
連邦区は16の区（delegaciones）から構成されていたが、2000年以来、限定的ながらも自治権を獲得し、区長を選挙によって選ぶようになった。
2016年に連邦区は廃止され、メキシコシティ（シウダ・デ・メヒコ）が正式名称となり、32番目の州となった。これにともない、それまでの16区は他州の市に相当する管轄区域（demarcaciones territoriales）に格上げされた。

### 管轄区域

メキシコシティ内の16の管轄区域

1. アルバロ・オブレゴン
2. アスカポツァルコ
3. ベニート・フアレス
4. コヨアカン
5. クアヒマルパ・デ・モレロス
6. クアウテモク
7. グスタボ・A・マデロ
8. イスタカルコ
9. イスタパラパ
10. マグダレナ・コントレラス
11. ミゲル・イダルゴ
12. ミルパ・アルタ
13. トラウアック
14. トラルパン
15. ベヌスティアーノ・カランサ
16. ソチミルコ

### 国政
国政に関しても地方政治と同様の傾向が見られ、民主革命党の大統領選候補が最多得票を獲得することが多かったが、近年では全国的な趨勢と同様に国民再生運動が優勢である。連邦議会は下院が22議席、上院が3議席の配分となっている。

## 経済

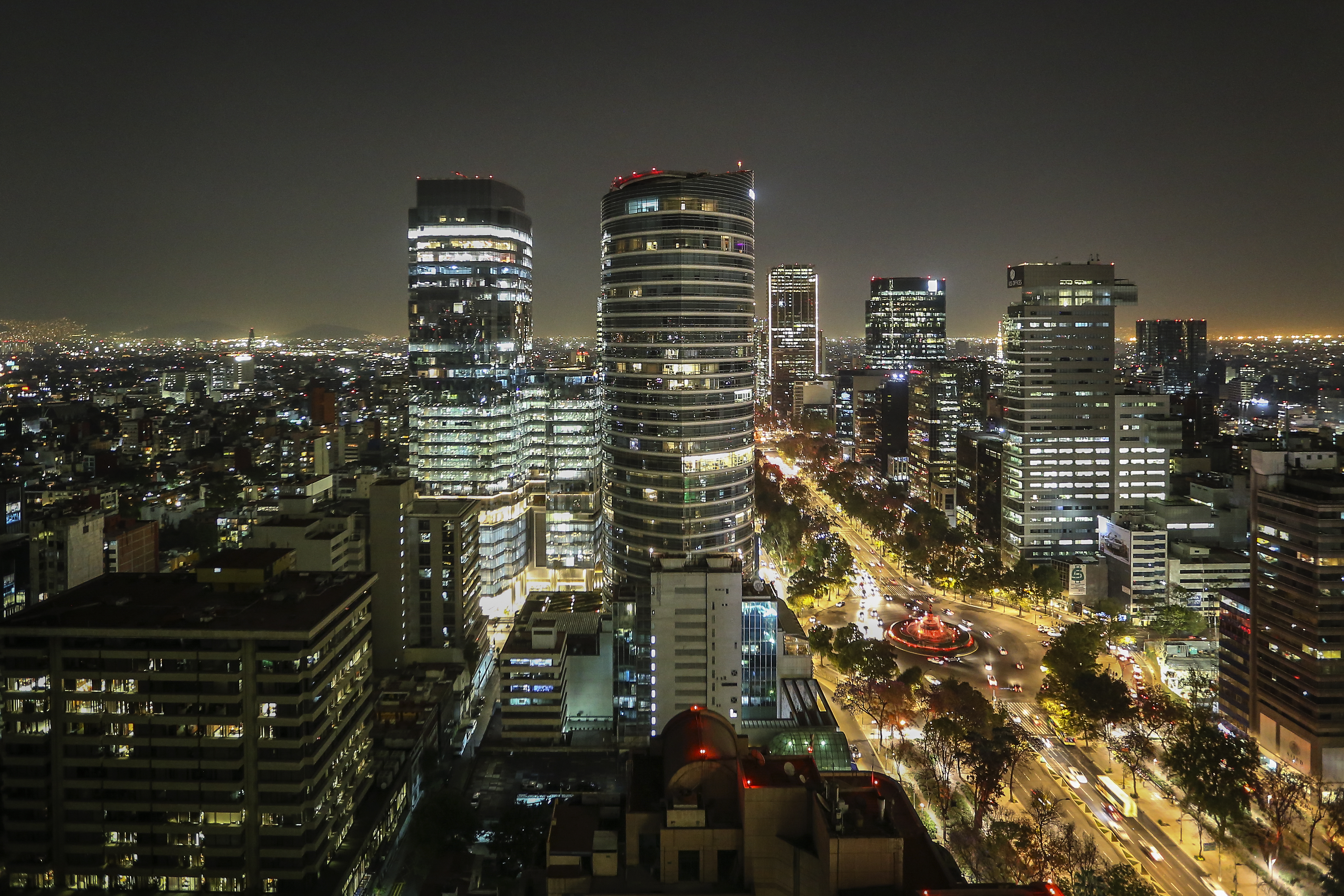
メキシコシティ中心部のレフォルマ大通り

### 中南米を代表する都市
2000年の国勢調査によると人口は859万1000人で中南米最大級を誇り、名実ともに中南米を代表する経済規模を持つ都市となっている。2011年3月、英国のシンクタンクにより、世界第52位の金融センターと評価されている。
市内中心部にはメキシコの大企業の本社のほか、ヨーロッパやアジア、アメリカ合衆国の多国籍企業のオフィスが林立している他、大型ショッピングモールやレストラン、スーパーマーケットが多数あり、消費面でもメキシコ経済を牽引する存在である。また、市内近郊には新ビジネスエリアが建設され、多くの大企業がオフィスを構えている。フォードやフォルクスワーゲンなども現地拠点を置くことでも有名である。
しかし、南北アメリカにおけるその国の人口第2位の都市との人口差が極端に離れているプライメイトシティの代表例であり、人口及び政治経済の一極集中化が近年社会問題に発展している。

### 公害問題
市内には高層ビルやホテルが林立し、道路はいつも車で埋め尽くされている。しかし排気ガス規制が緩く、その上4000メートルを超える山々に囲まれている盆地に位置するため汚染された空気が拡散しにくく、高地による空気の薄さとあいまって1980年代以降、自動車の排気ガスによる大気汚染が深刻な問題となっている。
乾期には、光化学スモッグが問題となっていたが、ディーゼル車の制限や排気ガス点検の義務化によって改善に向かっている。ただし、世界的にみれば環境の質は未だに悪く、非営利の環境団体「ブラックスミス研究所」は、2007年度の世界最悪の大気汚染都市と指摘している。

## 教育
- メキシコ国立自治大学（UNAM）：メキシコを代表する総合大学
- メキシコ国立工科大学（IPN）：理系の大規模大学

### インターナショナルスクール
中南米最大の日本人学校である日墨学院が存在する他、イギリスやドイツ、アメリカなどのナショナルスクールも多数存在する。

## 交通

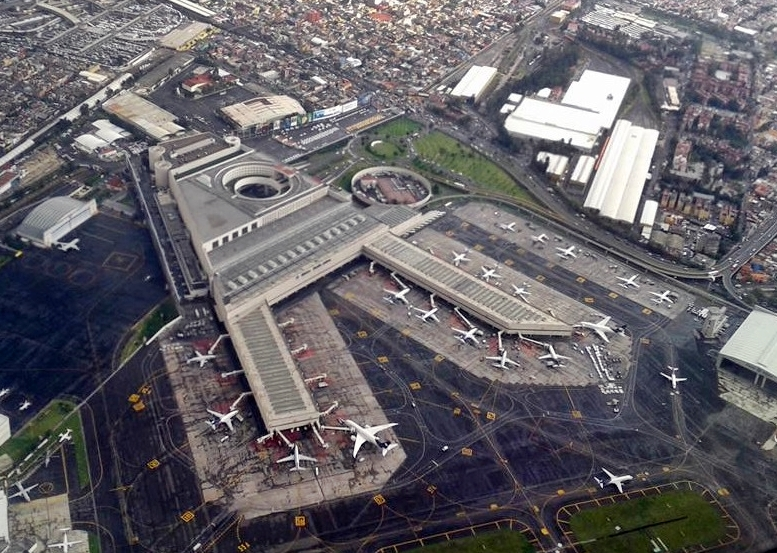
メキシコ・シティ国際空港

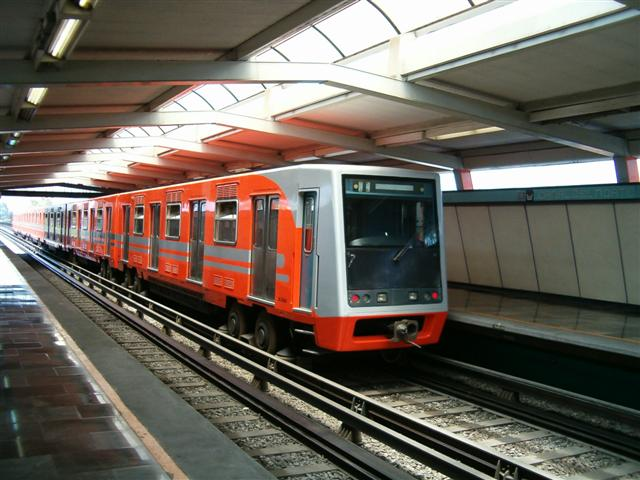
地下鉄

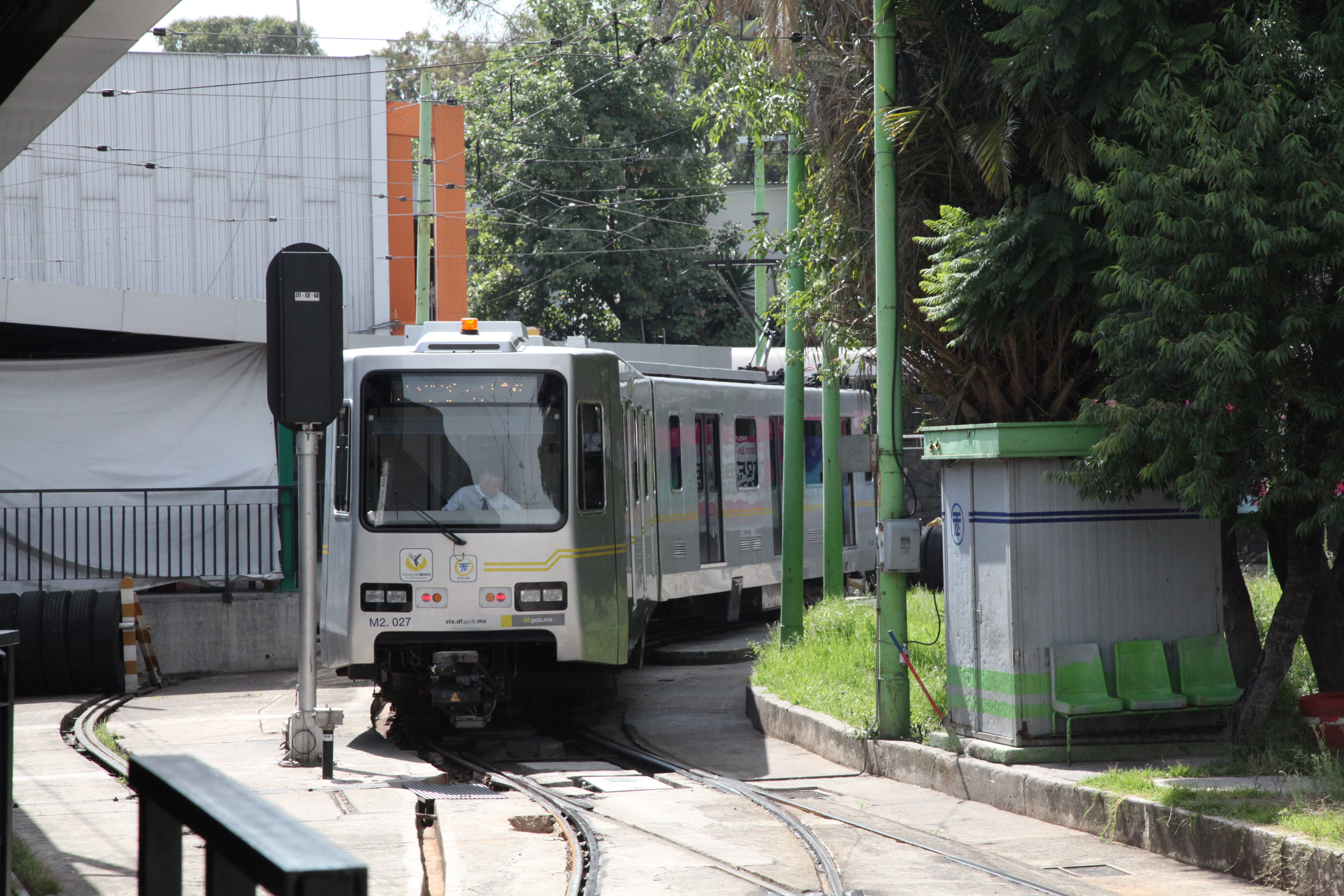
ライトレール

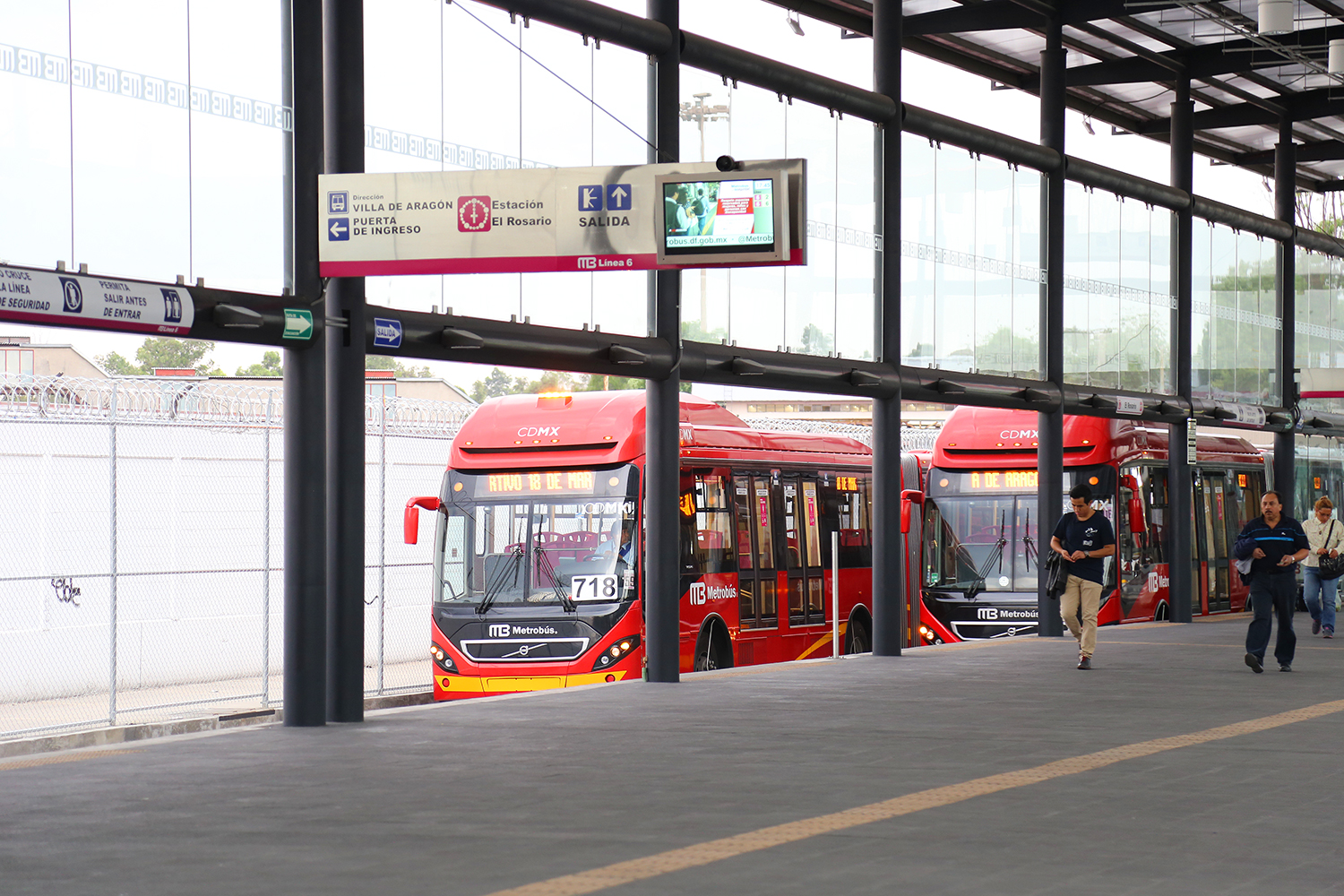
メトロバス

市内はバス、メトロバス (メキシコシティ)、地下鉄の路線網が発達しており、またタクシーも市民の足として重宝されている。地方都市とは長距離バスや鉄道、空路で結ばれている。
また人口900万人の町に、400万台の自動車があり、市内の多くの個所で慢性的に交通渋滞が起きている。それらの車が吐き出す排気ガスによる大気汚染は、前述のとおり大きな社会問題となっている。また、自動車の運転免許取得には試験制度がないため、運転マナーが概ね悪く交通事故が多い原因となっている。

### 航空
市域内にメキシコ・シティ国際空港があるほか、メキシコシティ西方のメキシコ州（メヒコ州）内のトルーカ国際空港も利用可能である。メキシコ政府はさらに、メキシコシティ北方のメキシコ州内にサンタルシア国際空港を建設中で、これらと結ぶ空港連絡鉄道の整備も計画している。
上記のうちメキシコシティ国際空港は中南米におけるハブ空港として運営されており、メキシコ国内をはじめ、南北アメリカやヨーロッパ、アジア各都市への直行便が多数運航されている

### 鉄道
- メキシコシティ地下鉄 - メキシコシティは南北アメリカでニューヨークに次いで2番目に大きな地下鉄ネットワークを持っている。
- メキシコシティ・ライトレール - かつてメキシコシティは大規模な路面電車の路線網を持っていたが、地下鉄と入れ替わる形で廃止となった。しかし、1980年代に道路に干渉しない専用軌道だった53番線が最新の設備を備えたライトレールとして復活した。営業距離は約13kmで、トロリーバスの運賃体系に組み込まれている。
- メキシコシティ都市圏郊外鉄道 - 2008年に開業した27㎞の近郊鉄道。2号線と3号線の計画がある。

### バス

#### 路線バス
- メトロバス (メキシコシティ)

#### 都市間バス
- 地方都市とは長距離バスで結ばれている。

### 道路
- レフォルマ (Reforma) 通り
- マデロ (Madero) 通り
- フアレス (Juárez) 通り
- インスルヘンテス (Insurgentes) 通り
- パトリオティスモ (Patriotismo) 通り
- ミゲル・アレマン (Miguel Alemán) 通り
- メルチョル・オカンポ (Melchor Ocampo) 通り
- トラルパン (Tlalpan) 通り
- ディビシオン・デル・ノルテ (División del Norte) 通り
- ウニベルシダ (Universidad) 通り
- チャプルテペク (Chapultepec) 通り

## 観光

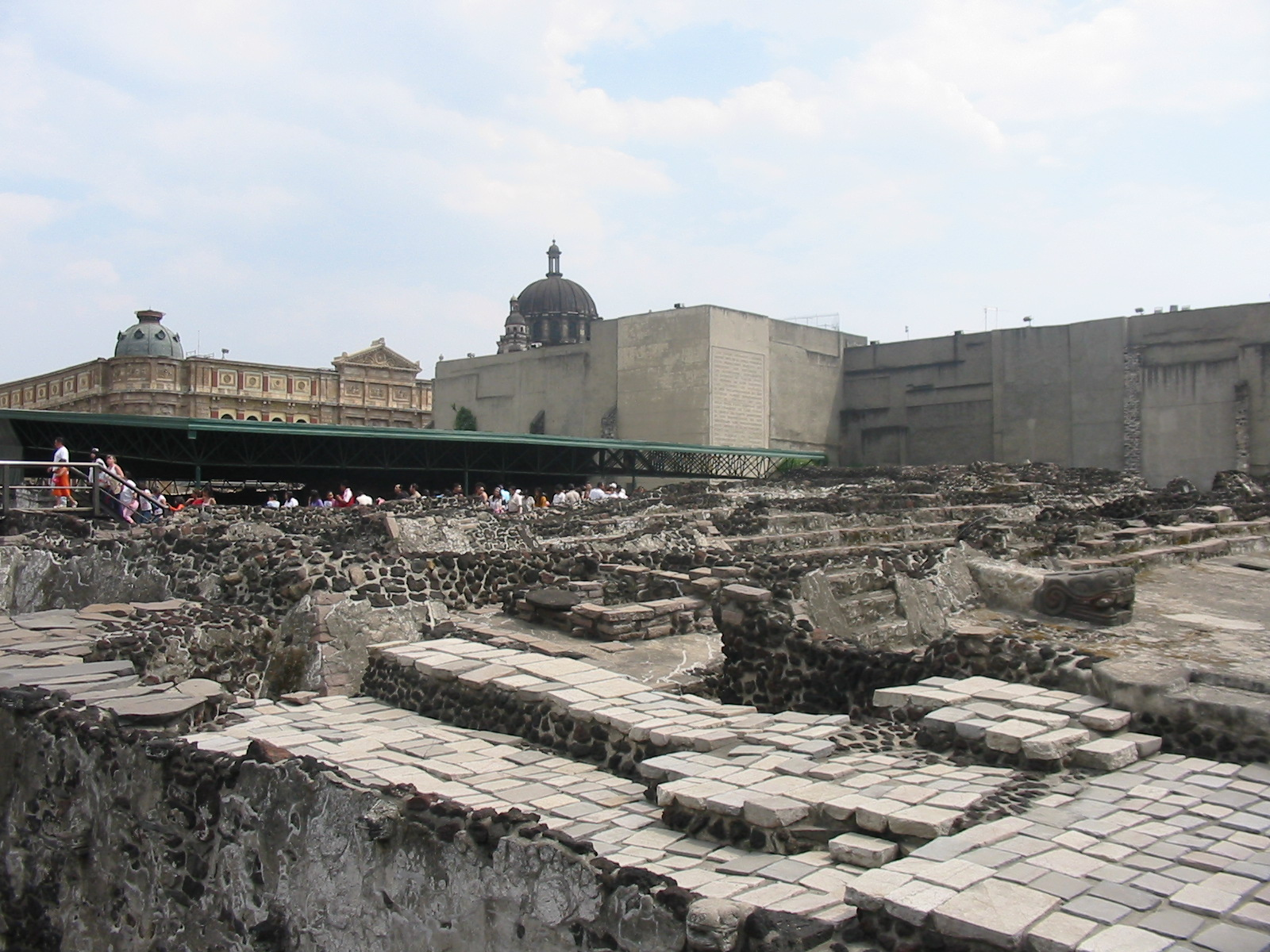
テンプロ・マヨール

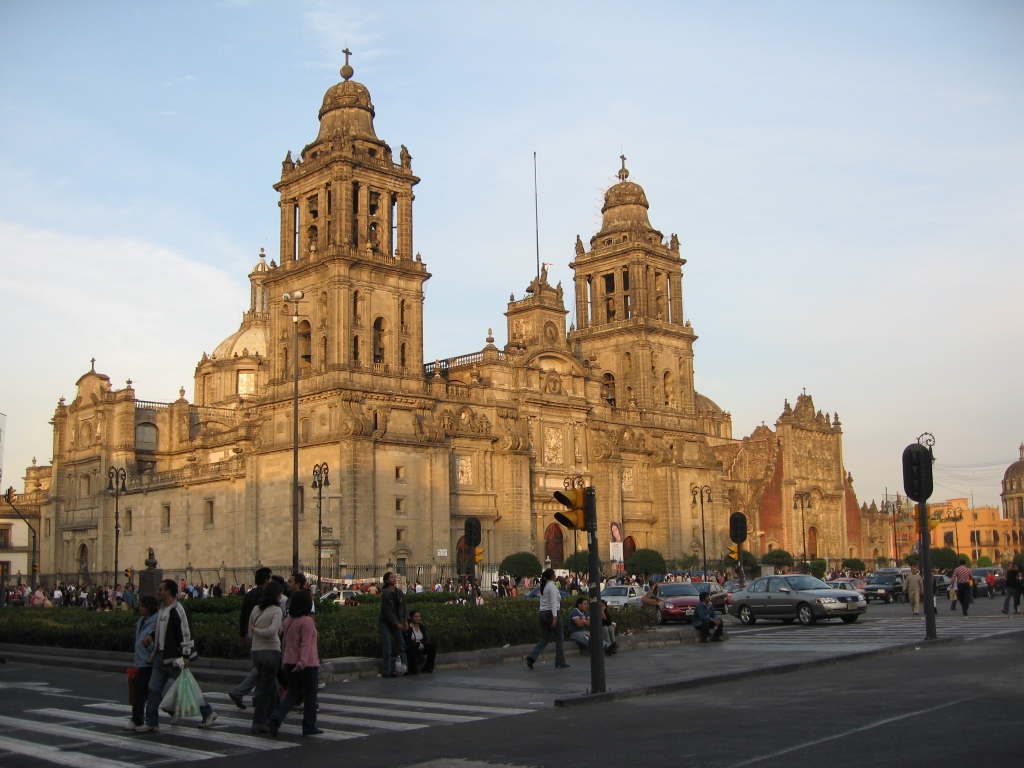
カテドラル

メキシコシティの中心街のソカロ周辺は、アステカ王国時代のテノチティトランの都の中心部とほぼ同じ位置にあり、カテドラル（大聖堂）と国立宮殿（大統領官邸）の中間の位置からテノチティトランの中央神殿（テンプロ・マヨール）が発掘され、野外博物館となっている。この一帯は「メキシコシティ歴史地区とソチミルコ」として世界遺産に登録されている。
他にも、世界的に有名な画家であるディエゴ・リベラとフリーダ・カーロ夫妻が居住していた家と、彼らの作品を集めた美術館、また世界的な建築家であるルイス・バラガンが自身のために設計した邸宅など、芸術面でも見るべきものが多い。

### 中心部
- ソカロ広場周辺
  - カテドラル（大聖堂）
  - 国立宮殿
  - テンプロ・マヨール（アステカの中央神殿）
- チャプルテペック公園
  - チャプルテペク城
  - 国立人類学博物館
  - メキシコ動物園
- 国立芸術院宮殿
- ソナ・ロサ（繁華街）
- アステカ・スタジアム
- アレナ・メヒコ（ルチャ・リブレ）
- ロマンサジム（ボクシング）
- シウダー・ウニベルシタリア

### 郊外
- ソチミルコ
- テオティワカンのピラミッド
  - 太陽のピラミッド (Pirámide del Sol)
  - 月のピラミッド (Pirámide de la Luna)
- ルイス・バラガン邸

## 文化

### スポーツ

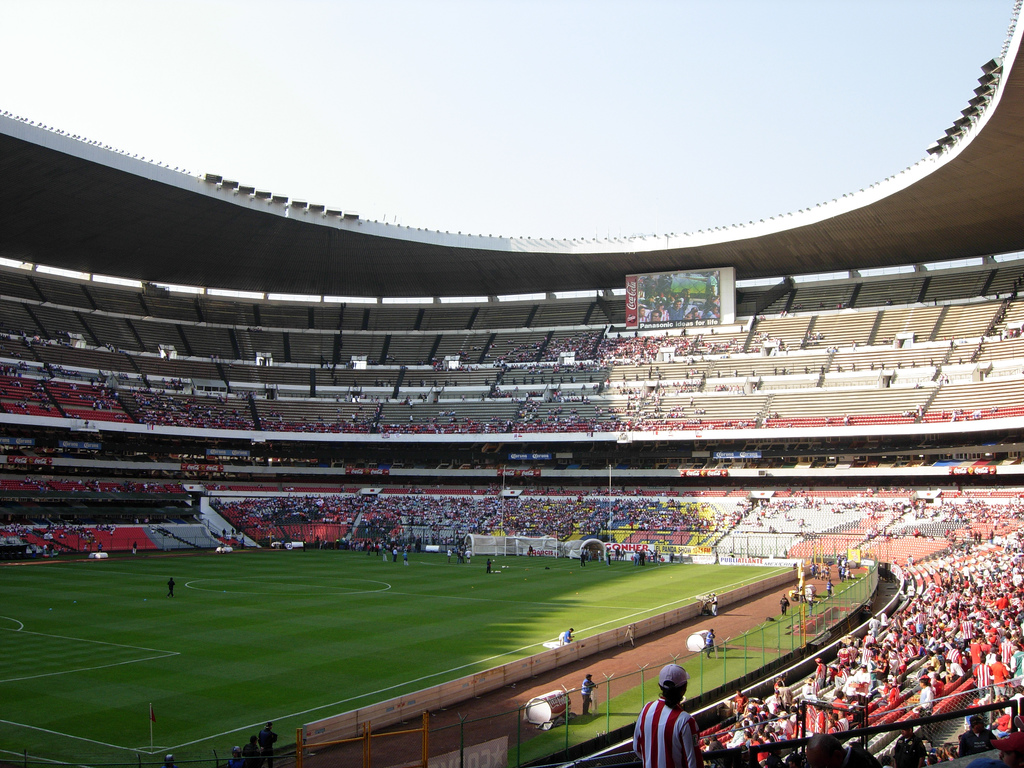
アステカ・スタジアム

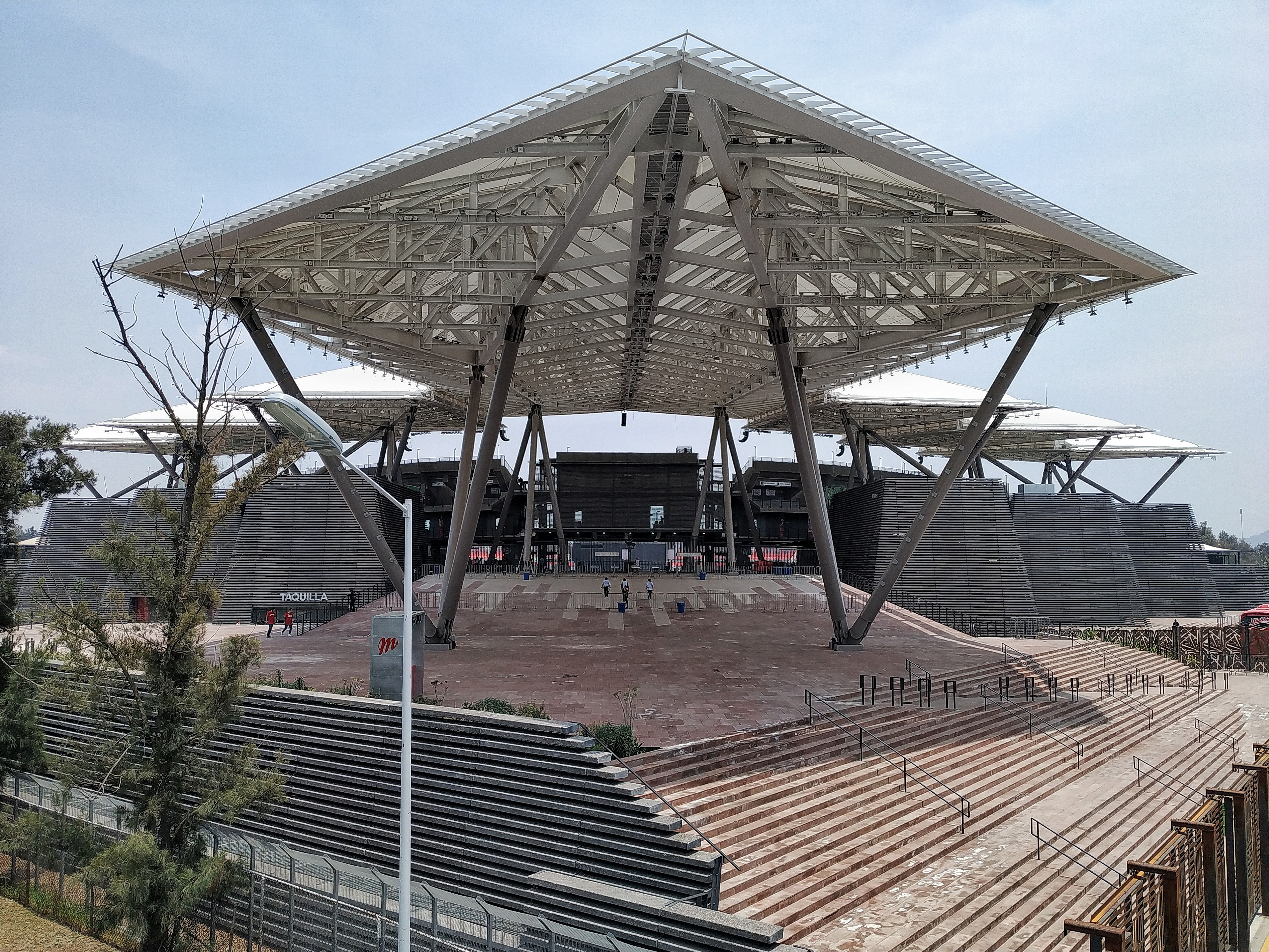
エスタディオ・アルフレド・ハルプ・ヘルー

中南米初の夏季オリンピックが1968年に開催された。その時のメインスタジアムであり、収容人員10万人を超える世界最大級のサッカースタジアムでもあるエスタディオ・アステカ (Estadio Azteca、アステカ・スタジアムとも) において、1970年と1986年に開催されたFIFAワールドカップの決勝戦が行われた。
また、1997年世界陸上選手権が開催予定であったが、財政難を理由に大会を返上した。代替地としてギリシャのアテネで開催された。

#### サッカー
市内に本拠地を構えるクルブ・アメリカ、クルス・アスル、UNAMプーマスの3クラブは、メキシコにおけるサッカーリーグの最上位リーグであるプリメーラ・ディビシオンに長期にわたって所属し、同リーグの優勝回数上位5チームのうち3つを占める実績を残している。また、ウーゴ・サンチェスをはじめ、同市出身のサッカー選手も多い。

#### ルチャ・リブレ
サッカーと並んでメキシコを代表するスポーツと言えば、派手なマスクと華麗な空中戦が見もののメキシカン・プロレス、ルチャリブレ (Lucha Libre) であろう。市内にある競技場、「アレナ・メヒコ (Arena Mexico)」と「アレナ・コリセオ (Arena Coliseo)」は、ルチャ・リブレの2大聖地と言われ、メキシコ最大のルチャ団体CMLLの看板スター、ドス・カラス・ジュニアやエル・イホ・デル・サントが繰り広げる華麗な空中戦を見るために世界中から観客がやってくる。
また、タイガーマスクやみちのくプロレス、新日本プロレスの選手など、日本の人気レスラーも遠征し参戦することが多い上、多くの日本の若手選手が修行に訪れることでも知られている。

#### 野球
市内のイスタカルコ区にリーガ・メヒカーナ・デ・ベイスボルのプロ野球球団であるメキシコシティ・レッドデビルズが本拠地を構える。ホームグランドはエスタディオ・アルフレド・ハルプ・ヘルー。

#### モータースポーツ
F1世界選手権メキシコGPが国際空港近くのエルマノス・ロドリゲス・サーキットで開催されている。なお、1965年にホンダがF1初優勝を飾ったサーキットであり、現在も様々なレースが開催されている。近年では国内の大手通信業者であるテルメックスを代表とするメキシコ企業が若手ドライバーのサポートを行っており、その影響でF1、GP2、GP3、NASCARなど様々な自動車競技のドライバーを広く輩出している。

### 闘牛
スペインから伝わった闘牛は、サッカーやルチャ・リブレ同様、メキシコ国民に人気が高いスポーツである。メキシコ市内にある闘牛場で観光客でも気軽に見ることができる。

## 舞台にした作品
※製作年順
- リゾート・トゥ・キル（1994年）
- アモーレス・ペロス（1999年）
- 天国の口、終りの楽園。（2001年）
- マイ・ボディガード（2004年）

## 対外関係

### 姉妹都市・提携都市
姉妹都市
- ロサンゼルス（アメリカ合衆国 カリフォルニア州）1969年
- 名古屋（日本 愛知県）1978年[20]
- サンサルバドル（エルサルバドル サンサルバドル県）1979年
- マドリード（スペイン マドリード州 マドリード県）1983年[21]
- シカゴ（アメリカ合衆国 イリノイ州）1991年
- クスコ（ペルー クスコ県）1991年[22]
- ソウル（韓国 首都特別市）1991年[23]
- ベルリン（ドイツ 都市州）1993年
- ハバナ（キューバ ラ・アバーナ州）1997年
- キーウ（ウクライナ 特別市）1997年
- キト（エクアドル ピチンチャ県）1999年
- サン・ペドロ・スーラ（ホンジュラス コルテス県）1999年
- テグシガルパ（ホンジュラス フランシスコ・モラサン県）1999年
- パリ（フランス イル＝ド＝フランス地域圏 パリ県）1999年
- バルセロナ（スペイン カタルーニャ州 バルセロナ県）1999年
- サンホセ（コスタリカ サンホセ州）2000年
- ブエノスアイレス（アルゼンチン ブエノスアイレス州）2006年
- カディス（スペイン アンダルシア州 カディス県）2009年
- 北京（中国 直轄市）2010年
- 広州（中国 広東省）2010年
- イスタンブール（トルコ 中央アナトリア地方 イスタンブール県）2010年[24][25]
- クウェート市（クウェート アースィマ県）2011年

提携都市
- ドローレス・イダルゴ（メキシコ グアナフアト州）
- ベイルート（レバノン）

イベロアメリカ首都連合（UCCI）
- アンドラ・ラ・ベリャ（アンドラ）
- アスンシオン（パラグアイ）
- マドリード（スペイン）
- バルセロナ（スペイン）
- カディス（スペイン）
- ボゴタ（コロンビア）
- ブラジリア（ブラジル）
- サンパウロ（ブラジル）
- リオデジャネイロ（ブラジル）
- ブエノスアイレス（アルゼンチン）
- カラカス（ベネズエラ）
- グアテマラシティ（グアテマラ）
- ハバナ（キューバ）
- ラパス（ボリビア）
- スクレ（ボリビア）
- リマ（ペルー）
- リスボン（ポルトガル）
- マナグア（ニカラグア）
- モンテビデオ（ウルグアイ）
- パナマ市（パナマ）
- ポルトープランス（ハイチ）
- キト（エクアドル）
- サンホセ（コスタリカ）
- サンフアン（プエルトリコ）
- サンサルバドル（エルサルバドル）
- サンティアゴ（チリ）
- サントドミンゴ（ドミニカ共和国）
- テグシガルパ（ホンジュラス）